# Flüssigkristall

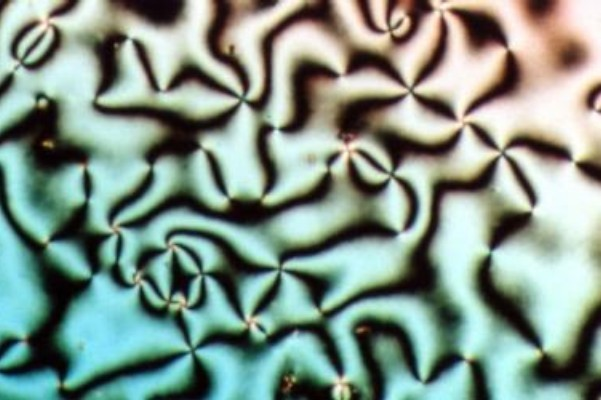
Polarisationsmikroskopische Aufnahme eines Flüssigkristalls: Schlieren-Textur einer nematischen flüssigkristallinen Phase, wie sie auch in Flüssigkristallbildschirmen verwendet wird

Als Flüssigkristall bezeichnet man eine Substanz, die einerseits flüssig ist, andererseits aber auch richtungsabhängige (anisotrope) physikalische Eigenschaften aufweist wie ein Kristall. Mit ihrer Kombination aus Fluidität und Anisotropie werden Flüssigkristalle vor allem in Flüssigkristallbildschirmen und -anzeigen (englisch liquid crystal displays, LCD) verwendet. Die meisten Flüssigkristalle sind optisch doppelbrechend. Unter dem Polarisationsmikroskop zeigen sie dann charakteristische Texturen. Flüssigkristalle sind der „Weichen Materie“ zuzuordnen.
Zusätzlich zu den seit dem ausgehenden 19. Jahrhundert bekannten, niedermolekularen Flüssigkristallen wurden in der 2. Hälfte des 20. Jahrhunderts flüssigkristalline Polymere und Elastomere entdeckt.
Üblicherweise meint man mit Flüssigkristall thermotrope Flüssigkristalle. Diese treten beim Erwärmen von bestimmten Substanzen beim Schmelzen als Zwischenphase (Mesophase) zwischen der festen und der flüssigen Phase auf. Die meisten Flüssigkristalle bestehen aus langgestreckten Molekülen. Das gilt auch für flüssigkristalline Polymere,
Daneben gibt es lyotrope Flüssigkristalle. Diese bilden sich, wenn amphiphile Substanzen (wie Tenside) in einem Lösungsmittel (beispielsweise Wasser) gelöst werden. Bei geeigneter Konzentration des Amphiphils kommt es zur Ausbildung von submikroskopischen Strukturen wie Vesikeln und Mizellen, die sich im Lösungsmittel symmetrisch anordnen und dadurch eine anisotrope Flüssigkeit bilden.

## Geschichte
Die Erstbeschreibung eines Flüssigkristalls geht auf Friedrich Reinitzer zurück. 1888 beschrieb er das farbenprächtige Erscheinungsbild beim Schmelzen und Erstarren von Cholesterylbenzoat, dem Benzoesäureester des Cholesterins. Dabei bemerkte er, dass diese Verbindung bereits bei 145,5 °C flüssig wurde, die polarisationsmikroskopische Doppelbrechung bzw. milchig-trübes Aussehen jedoch bis 179 °C fortbestand. Erst bei Temperaturen über 179 °C entstand eine glasklare, „normale“ Flüssigkeit. Daraufhin untersuchte Otto Lehmann diese wie auch weitere Substanzen und sprach erstmals von fließenden Kristallen. In den 1920er Jahren erfolgten erste, grundlegende Untersuchungen an Flüssigkristallen durch Georges Friedel und Daniel Vorländer. Technisches Interesse wurde den Flüssigkristallen erst durch die Entdeckung elektrooptischer Schaltbarkeit durch George H. Heilmeier zuteil.
Einen Übersichtsartikel zur Geschichte der LCDs schrieb H. Kawamoto. Ein Kompendium mit 46 übersichtsweise kommentierten, klassischen Arbeiten über Physik, Chemie und Anwendungstechnik der Crystals that Flow stammt von Sluckin et al. (s. Abschn. 6). Im Karlsruher Institut für Technologie gibt es vor dem Otto-Lehmann-Hörsaal des Physikalischen Instituts eine Dauerausstellung zur Flüssigkristall-Historie Vom Cholesterin zum Flachbildschirm, und eine umfangreiche Publikationsliste findet sich unter „Geschichte“ auf der Website der Deutschen Flüssigkristall-Gesellschaft (Weblinks dazu im Abschn. 8).

## Begriffe und Einteilung
Flüssigkristalline Phasen, auch Mesophasen genannt, bilden zusammen mit den konformationsungeordneten Kristallen und den plastischen Kristallen einen eigenen Aggregatzustand, den man mesomorphen Zustand nennt. Eine Verbindung, die eine flüssigkristalline Phase zeigt, nennt man mesogen. Ist diese Mesophase eine nematische Phase (von altgriechisch νῆμα nema „Faden“), so nennt man die Verbindung nematogen, ist sie eine smektische Phase, smektogen.
Man kann zwischen lyotropen, thermotropen und barotropen Flüssigkristallen unterscheiden. Bei thermotropen bzw. barotropen Flüssigkristallen beobachtet man die Ausbildung ihrer Mesophasen in Abhängigkeit von Temperatur oder Druck in der reinen Substanz.
Die Ausbildung von lyotropen Mesophasen erfordert die Anwesenheit eines Lösungsmittels und ist zusätzlich abhängig von dessen Konzentration.
Amphitrope Flüssigkristalle zeigen sowohl lyotrope als auch thermotrope Mesophasen.
Bei thermodynamisch stabilen Mesophasen spricht man von enantiotropen, bei metastabilen Mesophasen von monotropen Mesophasen (wie bei kristallinen Phasen).
Die Anreihung der verschiedenen auftretenden Phasen eines Flüssigkristalls in Abhängigkeit von der Temperatur nennt man Polymorphie.
Voraussetzung für die Ausbildung einer flüssigkristallinen Phase ist die Anisometrie der sie bildenden Baueinheiten. Die weitaus meisten erforschten Flüssigkristalle (auch diejenigen in Flüssigkristallanzeigen) haben eine stäbchenförmige (kalamitische) Molekülgestalt.
Aber auch viele andere Formen sind möglich, z. B.: diskoide (scheibchenförmige), pyramidoide (schüssel- oder kegelförmige), sanidische (brettartige), polycatenare (kalamitische mit mehreren flexiblen Ketten an einem oder beiden Enden) oder gebogene (bananenförmige) Moleküle.
Neben den niedermolekularen gibt es auch hochmolekulare Mesogene, die ebenfalls thermotrope oder lyotrope Flüssigkristalle bilden. Letztere treten bei „LC-Hauptkettenpolymeren“ auf (LC für Liquid Crystals), während „LC-Seitenkettenpolymere“ auch thermotrope Flüssigkristalle bilden (s. Weblink zu T. Labude im Abschn. 8). - Hochorganisierte Molekülverbände aus Biopolymeren wie das Tabakmosaikvirus können ebenfalls (lyotrop) mesogen sein.

## Thermotrope flüssigkristalline Phasen
Es gibt verschiedene thermotrope flüssigkristalline Phasen, die sich durch ihre mikroskopische Struktur und ihr makroskopisches Erscheinen deutlich voneinander unterscheiden, so z. B.
- nematische Phasen,
- smektische Phasen,
- kolumnare Phasen.

### Nematische Phasen

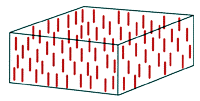
Nematische Phase – Stäbchen weisen eine Vorzugsorientierung auf

Die nematische Phase achiraler Mesogene ist der einfachste Typ flüssigkristalliner Phasen. In ihr weisen die Moleküle eine Orientierungsordnung bezüglich eines so genannten Direktors, des Einheitsvektors der Richtung, auf. Die daraus folgende Vorzugsorientierung ist in der Regel nur für kleine Volumina konstant. Die Molekülschwerpunkte sind analog zu Flüssigkeiten statistisch verteilt: Es tritt keinerlei Positionsfernordnung auf. Die meisten nematischen Phasen sind uniaxial, seit 2004 sind auch thermotrope biaxiale nematische Phasen bekannt. Typische Texturen nematischer Phasen sind Faden- oder Schlierentexturen.
Für nematische Phasen lässt sich auf einfache Weise ein Ordnungsparameter S berechnen:
{\displaystyle S=\left\langle {\frac {3\cos ^{2}\theta -1}{2}}\right\rangle },
wobei der Winkel θ die Orientierung eines herausgegriffenen Moleküls zur Vorzugsorientierung beschreibt; die spitzen Klammern bedeuten eine Mittelung über die Orientierungsverteilung aller Moleküle. Der Ordnungsparameter kann Werte zwischen −0,5 und 1 annehmen. S = 0 zeigt eine fehlende Vorzugsorientierung an (entsprechend einer isotropen Phase), S = 1 bedeutet eine vollständig parallele Ausrichtung aller Moleküle (ein Idealzustand). S = −0,5 entspricht einer Orientierungsverteilung der Moleküle ähnlich den Borsten einer Flaschenbürste. Negative Ordnungsparameter wurden allerdings experimentell noch nicht gefunden. Der Ordnungsparameter weist eine starke Temperaturabhängigkeit auf. Er geht bei Annäherung an den Klärpunkt (Temperatur des Übergangs einer Mesophase in die isotrope Phase) rasch gegen null. Die Moleküle einer nematischen Phase lassen sich einfach durch ein elektrisches Feld reorientieren. Dies wird bei LCDs ausgenutzt.
Man unterscheidet prinzipiell zwei verschiedene Arten nematischer Phasen: uniaxiale und biaxiale nematische Phasen. Der Begriff uniaxial bedeutet, dass es im Material nur eine optische Achse gibt, entlang der polarisiertes Licht die Probe durchdringen kann, ohne seinen Polarisationszustand zu ändern. Dies resultiert daraus, dass die Indikatrix solcher Phasen einen Rotationsellipsoiden darstellt. Diese Indikatrix gibt die Abhängigkeit des Brechungsindex von der Richtung an.
Analog dazu gibt es bei biaxial nematischen Phasen zwei optische Achsen, da die Indikatrix kein Rotationsellipsoid, sondern ein allgemeines Ellipsoid ist.
Die cholesterische Phase weist eine nematische Ordnung mit sich kontinuierlich drehender Vorzugsorientierung auf. Dies ergibt eine langreichweitige helikale Überstruktur mit einer Periodizität von typischerweise einigen 100 Nanometern.

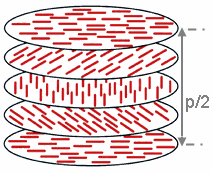
Cholesterische Phase

Das sich so ergebende kontinuierlich verdrillte optische Medium wirkt als eindimensionaler photonischer Kristall mit einer photonischen Bandlücke für zirkular polarisiertes Licht mit der gleichen Händigkeit wie die helikale Ordnung. Cholesterische Flüssigkristallfilme zeigen deshalb Selektivreflexion von zirkular polarisiertem Licht. Im Gegensatz zur Reflexion an metallischen oder herkömmlichen dielektrischen Spiegeln bleibt die Händigkeit der Zirkularpolarisation erhalten.

### Smektische Phasen

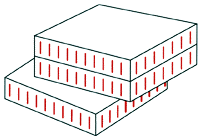
Smektische Phase

Es gibt mannigfaltige smektische Phasen. Sie wurden in der Reihenfolge ihrer Entdeckung mit smektisch A, smektisch B usw. bezeichnet (abgekürzt durch SmA, SmB, …). Von der Vielzahl smektischer Phasen früherer Jahre blieben nach genaueren Untersuchungen nur fünf übrig (SmA, SmC, SmB, SmF und SmI). Die anderen (ehemals SmE, SmG, SmH, SmJ und SmK) stellten sich als soft crystals – „gestörte Kristalle mit ausgeprägter Verformbarkeit“ – heraus und werden heute als kristalline Phasen bezeichnet. Die smektische D-Phase wiederum entpuppte sich als eine dreidimensionale Mesophase mit kubischer Überstruktur. Gemeinsam mit den Flüssigkristallen gehören sie zur Weichen Materie.
In smektischen Phasen sind die Moleküle in Schichten so angeordnet, dass sie eine ein- oder zweidimensional periodische Struktur ausbilden. Man unterscheidet sie nach dem Grad der Ausbildung einer Ordnung innerhalb der Schicht in smektische Phasen aus ungeordneten Schichten (SmA und SmC) und hexatische Phasen (SmB, SmF und SmI).
Während in der SmA-Phase die Längsachsen der Moleküle im Mittel senkrecht auf der Schicht stehen, also parallel zur Schichtnormale laufen, ist die mittlere Moleküllängsachse in SmC-Phasen zur Schichtnormale geneigt. In diesen beiden Mesophasen haben die Moleküle innerhalb der Schicht keine Positionsfernordnung – man könnte von einer zweidimensionalen Flüssigkeit sprechen. Die klassische polarisationsmikroskopische Erscheinung von SmA- und SmC-Phasen ist eine Fächer- oder Polygontextur. SmC-Phasen zeigen häufig auch Schlierentexturen. Betrachtet man dünne freistehende Filme, so erscheint die SmA-Phase schwarz, die SmC-Phase weist Schlierentexturen und Defekte auf.
Im Gegensatz dazu tritt bei den hexatischen Phasen eine hexagonale Positionsnahordnung und eine Fernordnung der Elementarzelle auf (bond orientational order). Die SmB-Phase ist analog zu SmA-Phase aus senkrecht zur Schicht stehenden Molekülen aufgebaut, während diese in SmI- und SmF-Phasen geneigt sind.

### Kolumnare Phasen
Das Charakteristikum kolumnarer Phasen ist die Ausbildung von Säulen gestapelter scheibenförmiger, keilförmiger, polycatenarer o. a. Mesogene. Entlang der Säulen kann eine Positionsfernordnung auftreten (z. B. in der Columnar-hexagonal-plastischen Phase). Durch die parallele Aneinanderreihung der Säulen wird senkrecht zu den Säulenlängsachsen eine zweidimensionale Packung bewirkt. In der Columnar-hexagonal-plastischen Phase von z. B. Triphenylensystemen tritt eine dreidimensionale Ordnung auf (die Moleküle können lediglich auf ihren Plätzen frei rotieren). Je nach Natur dieser Packung kann man zwischen schiefwinkligen, rechtwinkligen oder hexagonalen kolumnaren Mesophasen unterscheiden. Charakteristische Texturen sind Mosaiktexturen oder Texturen aus zirkularen Domänen.
Die Bezeichnung diskotisch für kolumnar ist veraltet bzw. sollte nur für Mesophasen scheibchenförmiger Flüssigkristalle gebraucht werden.

## Lyotrope flüssigkristalline Phasen
Es gibt verschiedene lyotrope flüssigkristalline Phasen, die sich durch ihre mikroskopische Struktur und ihr makroskopisches Erscheinen deutlich voneinander unterscheiden, so z. B.
- diskontinuierliche kubische Phase (mizellar),
- nematische Phasen,
- hexagonale Phasen,
- bikontinuierliche kubische Phasen,
- lamellare Phasen,
- inverse kubische Phase.

### Nematische lyotrope Mesophase
Nematische lyotrope Mesophasen sind erst seit 1967 bekannt. Sie treten nur in wenigen lyotropen Systemen auf. Meist ist eine Induktion der nematischen Phase durch Zusätze von Cotensiden oder Elektrolyten notwendig. Einige wenige Ausnahmen sind bekannt, bei denen binäre Tensid/Wasser-Gemische eine nematische Phase aufweisen:
- Hexadecyltrimethylammoniumbromid/Wasser
- Cäsiumperfluoroctanoat/Wasser

Strukturell ähnelt die lyotrope nematische Phase der thermotropen nematischen Phase: Es herrscht eine einzige Vorzugsrichtung für die jeweils ausgezeichnete Achse der Aggregate. Die Aggregate sind Scheibchen- oder Stäbchenmizellen.

### Hexagonale lyotrope Phase
In Tensid/Wasser-Systemen mit mittleren Mischungsverhältnissen (etwa 50-Gew.% Tensid) werden häufig Phasen mit ungewöhnlich hoher Viskosität beobachtet, was meist auf eine hexagonale Phase hindeutet. Der Existenzbereich erstreckt sich in vielen Fällen über weite Temperatur- und Konzentrationsbereiche.
Bei den hexagonal positionsferngeordneten Aggregaten handelt es sich um kreis- oder ovalzylindrische Stäbchen. Die Positionsfernordnung besteht in einer Anordnung der Aggregate in einem hexagonalen Gitter, d. h. jedes Aggregat ist von sechs weiteren in einer hexagonal dichtesten Packung umgeben.

## Verwendung

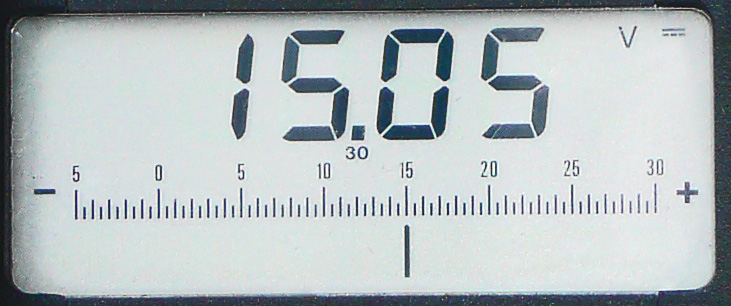
Kombination aus Ziffernanzeige und Skalenanzeige auf einer nicht selbst leuchtenden Flüssigkristallanzeige

Flüssigkristalle vor allem der thermotropen nematischen Phase werden in LCD-Bildschirmen genutzt.
Das Verhalten von Flüssigkristallen (nematische Mesophase) im elektrischen Feld wird genutzt, um Innenspiegel in Fahrzeugen automatisch abzublenden. Hierbei wird die Stärke des elektrischen Feldes abhängig vom einfallenden Licht gesteuert. Die Moleküle der Flüssigkristalle richten sich abhängig von der Feldstärke mehr oder weniger aus und beeinflussen so das Reflexionsvermögen des Spiegels.
Außerdem existiert eine Reihe von Verwendungen in weiteren Bereichen, die Veränderungen verschiedener Eigenschaften der Flüssigkristalle mit physikalischen Parametern (Temperatur, Druck etc.) ausnutzen. Beispielsweise kann man Farbveränderungen von cholesterischen Phasen in Abhängigkeit von der Temperatur für medizinische oder technische Zwecke einsetzen (aufklebbare Temperatursensoren zeigen bei definierten Temperaturen reversible oder irreversible Farbänderungen): Die sogenannte Hot-Spot-Analyse wird zur Defektsuche von Halbleiterbauelementen eingesetzt, indem die Wärmeverteilung z. B. von Integrierten Schaltkreisen durch die Polarisation von Flüssigkristallen sichtbar gemacht wird. Bauteile und Kühlkörper in geschlossenen Geräten können hinsichtlich ihrer Maximaltemperatur kontrolliert werden. Die Oberflächentemperatur kann durch aufgeklebte Sensorfolien verfolgt werden, ohne dass der Kontakt zu einem Thermometer hergestellt werden muss. Solche Sensorfolien sind oft mit mehreren Flächen bestückt, die im Abstand von z. B. 5 Kelvin in Form einer Skala mit einem Farbumschlag reagieren. Es gab sogar Wohnzimmerthermometer, in denen eine Sensorfolie in Form einer Skala mit einem Umfang von 25 °C eingebaut war. Wegen des Farbumschlags wurden diese oftmals scherzhaft „Stimmungsthermometer“ genannt.
Weiterhin wird mesophasiger Teer als Ausgangsmaterial für die Herstellung von Kohlenstofffasern verwendet (sogenannte Pitchfasern, Teerfasern oder Pechfasern).